# UFC on ESPN: Overeem vs. Harris
UFC on ESPN: Overeem vs. Harris (também conhecido como UFC on ESPN 8) foi um evento de MMA produzido pelo Ultimate Fighting Championship no dia 16 de maio de 2020, na VyStar Veterans Memorial Arena em Jacksonville, Flórida.

## Background
Embora não anunciado oficialmente pela organização, esperava-se uma luta no peso leve entre o ex-campeão interino Dustin Poirier e Dan Hooker para servir como luta principal da noite. Entretanto, foi anunciado em 8 de abril que o a luta principal era esperada para ser entre os pesos pesados Alistair Overeem e Walt Harris. Está luta era para acontecer originalmente no UFC on ESPN: Overeem vs. Rozenstruik em 7 de dezembro de 2019, mas Harris se retirou da luta em novembro devido ao desaparecimento e morte de sua enteada Aniah Blanchard.
Punahele Soriano era esperado para enfrentar Anthony Hernandez no evento. Entretanto, Soriano se retirou da luta devido a motivos pessoais. Hernandez então enfrentou Kevin Holland.
Devido às restrições de viagem em relação à pandemia do coronavírus, alguns lutadores brasileiros foram impedidos de lutar devido a problemas de documentação e viagem. Lara Procópio (que era esperada para enfrentar Cortney Casey), Ariane Lipski and Luana Carolina tiveram que se retirar do evento.

### Pandemia do COVID-19
O evento era esperado para ocorrer em San Diego, Califórnia. Em 2 de abril, a comissão atlética do estado da califórnia baniu quaisquer esportes de combate no estado até o final de maio devido à pandemia do coronavírus.
Mike Davis era esperado para enfrentar Giga Chikadze neste evento. Entretanto, Davis foi removido do card em 14 de maio e foi substituído por Irwin Rivera.

## Bônus da Noite
Os lutadores receberam $50.000 de bônus:
- Luta da Noite:  Song Yadong vs.  Marlon Vera
- Performance da Noite:  Cortney Casey e  Miguel Baeza